# Drapac Professional Cycling/2015
Deze pagina geeft een overzicht van de Drapac Professional Cycling-wielerploeg in 2015.

## Algemeen
Algemeen manager: Jonathan Breekveldt
Ploegleiders: Tom Southam, Keith Flory, Agostino Giramondo
Fietsmerk: Swift
Kopman: Wouter Wippert

## Transfers
| Inkomend          | Team 2014                         | Uitgaand          | Team 2015                    |
| ----------------- | --------------------------------- | ----------------- | ---------------------------- |
| Martin Kohler     | BMC Racing Team                   | Jack Anderson     | Team Budget Forklifts        |
| Graeme Brown      | Belkin Pro Cycling                | Jai Crawford      | Kinan Cycling Team           |
| Brenton Jones     | Avanti Racing Team                | Wesley Sulzberger | Navitas Satalyst Racing team |
| Samuel Spokes     | Etixx                             | Benjamin Johnson  | Onbekend                     |
| Dylan Girdlestone | Bonitas Pro Cycling               | Thomas Palmer     | Gestopt                      |
| Cameron Peterson  | Onbekend                          | Floris Goesinnen  | Gestopt                      |
| Peter Koning      | Metec-TKH Continental Cyclingteam | Jonathan Cantwell | Onbekend                     |
| Timothy Roe       | Team Budget Forklifts             |                   |                              |

## Renners
| Naam              | Geboortedatum | Nationaliteit | Ploeg 2014                        |
| ----------------- | ------------- | ------------- | --------------------------------- |
| Graeme Brown      | 09-04-1979    | Australië     | Belkin Pro Cycling                |
| Will Clarke       | 11-04-1985    | Australië     |                                   |
| Dylan Girdlestone | 11-10-1989    | Zuid-Afrika   | Bonitas Pro Cycling               |
| Robbie Hucker     | 13-03-1990    | Australië     |                                   |
| Brenton Jones     | 12-12-1991    | Australië     | Avanti Racing Team                |
| Jordan Kerby      | 15-08-1992    | Australië     |                                   |
| Martin Kohler     | 17-07-1985    | Zwitserland   | BMC Racing Team                   |
| Peter Koning      | 03-12-1990    | Nederland     | Metec-TKH Continental Cyclingteam |
| Darren Lapthorne  | 04-03-1983    | Australië     |                                   |
| Travis Meyer      | 08-06-1989    | Australië     |                                   |
| Lachlan Norris    | 21-01-1987    | Australië     |                                   |
| Cameron Peterson  | 04-12-1983    | Australië     | Onbekend                          |
| Adam Phelan       | 23-08-1991    | Australië     |                                   |
| Timothy Roe       | 28-10-1989    | Australië     | Team Budget Forklifts             |
| Malcolm Rudolph   | 04-01-1989    | Australië     |                                   |
| Samuel Spokes     | 16-04-1992    | Australië     | Etixx                             |
| Wesley Sulzberger | 20-10-1986    | Australië     |                                   |
| Wouter Wippert    | 14-08-1990    | Nederland     |                                   |

## Overwinningen
Tour Down Under
6e etappe: Wouter Wippert
Herald Sun Tour
Proloog: Will Clarke
Ronde van Taiwan
1e etappe: Wouter Wippert
3e etappe: Wouter Wippert
Ronde van Japan
Proloog: Brenton Jones
Ronde van Korea
1e etappe: Wouter Wippert
6e etappe: Wouter Wippert
Ronde van Utah
7e etappe: Lachlan Norris
Ronde van Hainan
9e etappe: Brenton Jones
Ronde van Southland
2e etappe: Brad Evans
Eindklassement: Brad Evans
2006 · 2007 (baan) · 2007 · 2008 · 2009 · 2010 · 2011 · 2012 · 2013 · 2014 · 2015 · 2016